# FOREVER YOURS (久保田利伸/アリソン・ウィリアムズの曲)
「FOREVER YOURS (Duet with Alyson Williams)」（フォーエバー ユアーズ (デュエット ウィズ アリソン・ウィリアムズ)）は、久保田利伸 with Alyson Williamsのシングル。
1991年3月21日にCBS/SONYから発売された。

## 音楽性
表題曲の「FOREVER YOURS」は、アリソン・ウィリアムズとのデュエット。
カップリング曲の「MAMA UDONGO (English Version)」は、アルバム『BONGA WANGA』収録されている「MAMA UDONGO」の英語バージョン。

## リリース
1991年3月21日に、CBS/SONYからリリースされた。

### 再発盤
2005年8月24日にマキシシングルにて再発売された。

## 収録曲
| 全作曲: 久保田利伸、全編曲: 柿崎“WACKY KAKI”洋一郎, 久保田利伸。 |                                              |                                           |            |      |
| #                                                                | タイトル                                     | 作詞                                      | 作曲・編曲 | 時間 |
| 1.                                                               | 「FOREVER YOURS」(Duet with Alyson Williams) | Oran Juice Jones                          | 久保田利伸 | 6:28 |
| 2.                                                               | 「MAMA UDONGO」(English Version)             | 久保田利伸 English Lyics by Randy Fredrix | 久保田利伸 | 6:32 |

## タイアップ
| # | 曲名                                          | タイアップ                  | 出典 |
| - | --------------------------------------------- | --------------------------- | ---- |
| 1 | 「FOREVER YOURS (Duet with Alyson Williams)」 | 大同生命TV-CMイメージソング |      |